# Węgierscy posłowie do Parlamentu Europejskiego 2024–2029
Węgierscy posłowie X kadencji do Parlamentu Europejskiego zostali wybrani w wyborach przeprowadzonych 9 czerwca 2024, w których wyłoniono 21 deputowanych.

## Posłowie według list wyborczych
Fidesz i KDNP
- Tamás Deutsch
- András Gyürk
- Kinga Gál
- György Hölvényi (KDNP)
- Pál Szekeres
- Viktória Ferenc
- Annamária Vicsek
- Enikő Győri
- András László
- Ernő Schaller-Baross
- Csaba Dömötör, poseł do PE od 22 września 2024

Partia Szacunku i Wolności
- Péter Magyar
- Dóra Dávid
- Zoltán Tarr
- András Kulja
- Eszter Lakos
- Gabriella Gerzsenyi
- Kinga Kollár

Koalicja Demokratyczna
- Klára Dobrev
- Csaba Molnár

Ruch Naszej Ojczyzny
- Zsuzsanna Borvendég[3]

Byli posłowie X kadencji do PE
- Balázs Győrffy (z listy Fidesz-KDNP), do 1 września 2024